# Gradec Pokupski
Gradec Pokupski – wieś w Chorwacji, w żupanii zagrzebskiej, w gminie Pisarovina. W 2011 roku liczyła 111 mieszkańców.